# 115 (云存储服务)
115（前称：115云、115网盘、115我的网盘、115网络U盘），是115科技推出的云存储服务。

## 历史
- 2008年，出于对Google所提“云计算”概念趋势的认同，创始人赖霖枫开始投入115项目研发。
- 2009年，115正式上线，属于中國最早一批推出的云存储项目。
- 2011年，115项目从雨林木风公司独立出来，并成立了新公司运作。
- 2012年，115网盘宣布改版，关闭非手机绑定用户的大众分享功能[2]。之后在2012年8月7日，115网盘发布公告称因接上级有关部门通知，因网盘分享功能存在政策和版权问题，宣布“关闭文件大众分享服务”。此举措引发了众多用户的愤怒和流失[3]，在北京建立全资子公司，开展企业移动办公服务技术的研发，完善云生态。
- 2013年，扩充技术人才队伍，胜诉不侵权商标案。
- 2014年，115注册用户超过1亿。
- 2015年，设立广州分公司，完成股份制改造。
- 2016年，115网盘关闭了好友分享功能[4]，升级“115社区”，推出“找工作”功能以及“115江湖”模块。
- 2017年，正式推出”115组织”，并面向全国招募代理商。
- 2019年1月4日，115科技总部由东莞“迁回”梅州，新总部位于梅江区金山街道江南新城芹洋半岛世界客商中心五楼[5][6]